# Rehijanalnaja Hazieta
„Rehijanalnaja Hazieta” (biał. Рэгіянальная газета, RH) – lokalny tygodnik informacyjny wydawany w języku białoruskim od 1995 roku w Mołodecznie przez spółkę Redakcyja Haziety „Rehijanalnaja hazieta” Sp. z o.o. (Таварыства з абмежаванай адказнасцю Рэдакцыя газеты „Рэгіянальная газета”). Założyciele tytułu Alaksandr Mancewicz i Nina Mancewicz. Swoim zasięgiem obejmuje część dawnej Wileńszczyzny, 7 rejonów administracyjnych ze stolicami w: Mołodecznie, Wilejce, Miadziole, Wołożynie, Oszmianie, Ostrowcu, Smorgoni.
Gazeta jest członkiem założycielem stowarzyszenia Wydawców Prasy Regionalnej Białorusi o nazwie „Asacyjacyja wydaucou rehijanalnaj presy Abjadnanyja Masmiedyi”.
W ramach pogromu niezależnych mediów białoruskich 19 lipca  2021 r. przeprowadzono rewizje w redakcjach i dziennikarzach, przesłuchano redaktora naczelnego. Powód był nieznany, sprzęt odebrano dziennikarzom. W rezultacie „Rehijanalnaja Hazieta” przestała być wydawana.

## Dane wydawnicze
„Rehijanalnaja Hazieta” jest 24-stronnicowym tygodnikiem formatu A3, którego nakład według stanu na styczeń 2015 roku wynosi 6000 egzemplarzy.
ISSN periodyku to 1992-7155.

## Historia
„Rehijanalnaja Hazieta” („RH”) była pierwszym masowym niepaństwowym tytułem w regionie. Najpierw gazeta miała 4 strony, stopniowo powiększała objętość, polepszała jakość informacji i wygląd. Obecnie jest szanowaną gazetą lokalną.
„RH” jest jednym z nielicznych białoruskojęzycznych mediów na Białorusi.
Gazeta wielokrotnie była inicjatorem wydarzeń kulturalnych i obywatelskich. Jednym z najbardziej istotnych jest coroczny regionalny konkurs amatorskich wykonawców „Adna ziamla” („Jedna ziemia”). Wraz z miejscowymi regionalnymi urzędami kultury „RH” była jego założycielem. Jest to obecnie jeden z najbardziej popularnych konkursów regionalnych na Białorusi.
Kilkakrotnie gazeta była poddawana represjom. W 2004 roku została zmuszona do zawieszenia działalności po decyzji ministra informacji Białorusi. 16 maja 2006 po złożeniu skarg od czytelników z Mołodeczna i Wilejki wydawanie gazety zostało wznowione w kioskach „Belsajuzdruk” obwodu Mińskiego.
3 listopada 2023 roku sąd w Mołodecznie skazał na 4 lata kolonii karnej i wysoką grzywnę redaktora naczelnego Rehijanalnej Haziety więźnia politycznego Alaksandra Mancewicza. Dziennikarz został aresztowany 15 marca 2023 roku. Został skazany za „dyskredytację” państwa, czyli bycie redaktorem naczelnym niezależnej od władz lokalnej gazety i portalu.

## Tygodnik dzisiaj
RH jest 24-stronnicowym tygodnikiem, wychodzącym co piątek. Gazeta ma na bieżąco aktualizowaną wersję elektroniczną. Publikowane są tam artykuły, a także reklama i ogłoszenia z całego regionu. RH to niepaństwowa gazeta, która nie publikuje poglądów wybranej partii politycznej, wyznania religijnego lub organów władzy. Na swoich łamach ukazuje przeciwstawne punkty widzenia. RH wspiera inicjatywy społeczne, występuje jako patron medialny niektórych z nich. W roku 2013 patronowała trzydniowemu festiwalowi „Czas żyć”, którego celem było zapobieganie samobójstw wśród młodzieży. Festiwal odbywał się w Mołodecznie.
W 2021 roku działalność została zawieszona przez represje polityczne.

## „Rehijanalnaja hazieta” w Internecie
Po raz pierwszy gazeta uruchomiła swoją stronę internetową w marcu 2000 roku. Jej autorem został Dmitrij Baranowski z Mołodeczna. Strona gazety była jednym z pierwszych mediów tego rodzaju w regionie. Do 2009 roku publikacje na stronie internetowej niedużo się różniły od treści wersji papierowej. One powtarzały informacje na stronach tygodnika. Zawartość wersji online była aktualizowana co tydzień.
15 maja 2009 roku uruchomiona została nowa wersja internetowa pod nowym adresem. Zmieniła się również polityka tworzenia jej treści i częstotliwości odnawiania informacji. Od tego czasu strona publikuje codzienne wiadomości, co uniemożliwia umieszczenie wielu z nich w wersji papierowej, ze względu na utratę aktualności.
25 listopada 2009 roku tygodnk otrzymał dyplom Instytutu FOJO (Szwecja) za najlepsze przeprojektowanie strony internetowej.
Jedną z wybitnych cech strony internetowej „RH” stała się jej multimedialność. Na stronie publikowane są zdjęcia, audio oraz wideo.
1 maja 2013 roku odbyła się pierwsza transmisja online z ulic Mołodeczna.
13 maja 2013 strona pokazywała na żywo zorganizowany przez gazetę okrągły stół poświęcony problemom miejscowej piłki nożnej.

## Nagrody i wyróżnienia
Dyplom Instytutu FOJO (Szwecja) za najlepsze przeprojektowanie strony internetowej
Drugie miejsce (dla dziennikarki Zoji Chruckaj) w kategorii „Debiut” w konkursie „Wolne słowo” (2013)
Dyplom w kategorii „Najlepszy artykuł wyjaśniający” w konkursie „Najlepsza Gazeta Regionalna Roku 2013”, organizowanego przez Stowarzyszenie Wydawców Prasy Regionalnej Białorusi
Drugie miejsce w kategorii „Najlepsza Gazeta Regionalna Roku” w konkursie „Najlepsza Gazeta Regionalna Roku 2013”, organizowanego przez Stowarzyszenie Wydawców Prasy Regionalnej Białorusi

## Dziennikarze
Zoja Chruckaja, naczelna działu informacji
Nastassia Rouda, korespondent
Natallia Tur, korespondent
Aleś Wysocki, korespondent na terenie rejonów wilejskiego i miadziolskiego
Halina Sinica, korespondent
Maria Berasnewa, redaktor stylistyczny